# Pont de Verre
Pont Klitschko
Pour les articles homonymes, voir Pont de verre (homonymie).
Le pont de Verre ou pont Klitschko, en ukrainien Скляний міст et Кличка міст, est une passerelle piétonne et cycliste d'Ukraine située à Kiev.

## Toponymie
Il tient son nom de plaques de verre au sol au niveau d'un belvédère au milieu du pont.
Son nom de « pont Klitschko » est en l'honneur de Vitali Klitschko, maire de Kiev depuis 2014 et fervent défenseur de la ville et de son pays en 2022 avec l'invasion par la Russie,,.

## Géographie
Cette passerelle relie les parcs Saint-Vladimir (uk) et Khreshchatyi (uk), le long du Dniepr et à proximité immédiate du centre-ville. 
Il enjambe sur 216 mètres de longueur la descente Saint Volodymyr et l'escalier du monument aux droits de Magdebourg, entre une fontaine et l'arche de la Liberté du Peuple ukrainien.

## Histoire
Le pont est construit par le chantier naval Océan[réf. nécessaire] de décembre 2018 à fin mai 2019. L'acier est fourmi par l'usine métallurgique Azovstal de Marioupol.
Le 10 octobre 2022, il est endommagé par un tir de missile dans le cadre de l'invasion de l'Ukraine par la Russie. Les dégâts sont mineurs, le missile étant tombé au pied du pont où il a formé un petit cratère d'impact. Selon Vitaliy Kim, le dirigeant de l'oblast de Mykolaïv, cette frappe est faite en représailles de l'attaque du pont de Crimée deux jours auparavant.

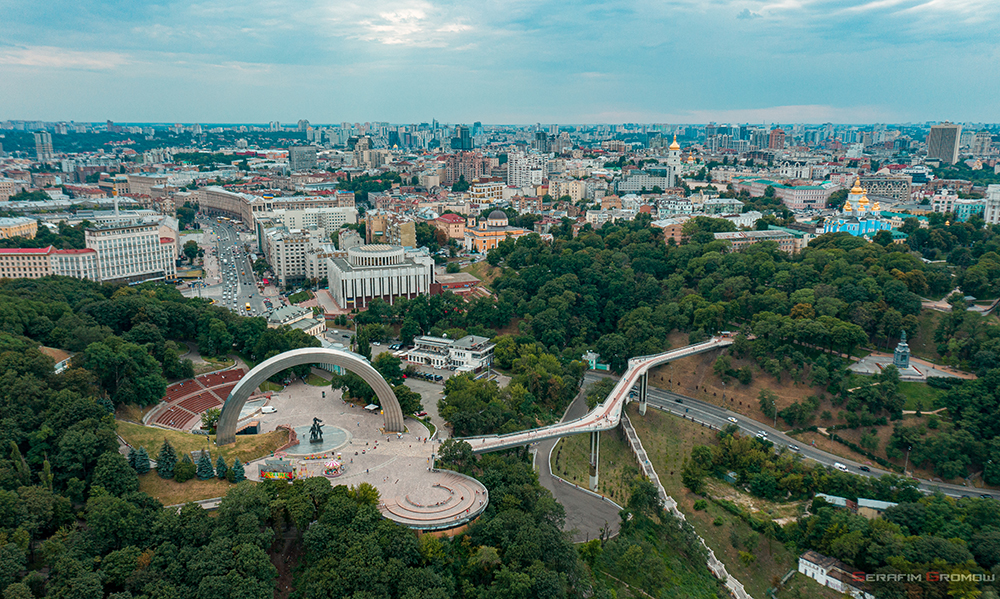
Vue aérienne du centre de Kiev avec l'arche de la Liberté du Peuple ukrainien et le pont de Verre.
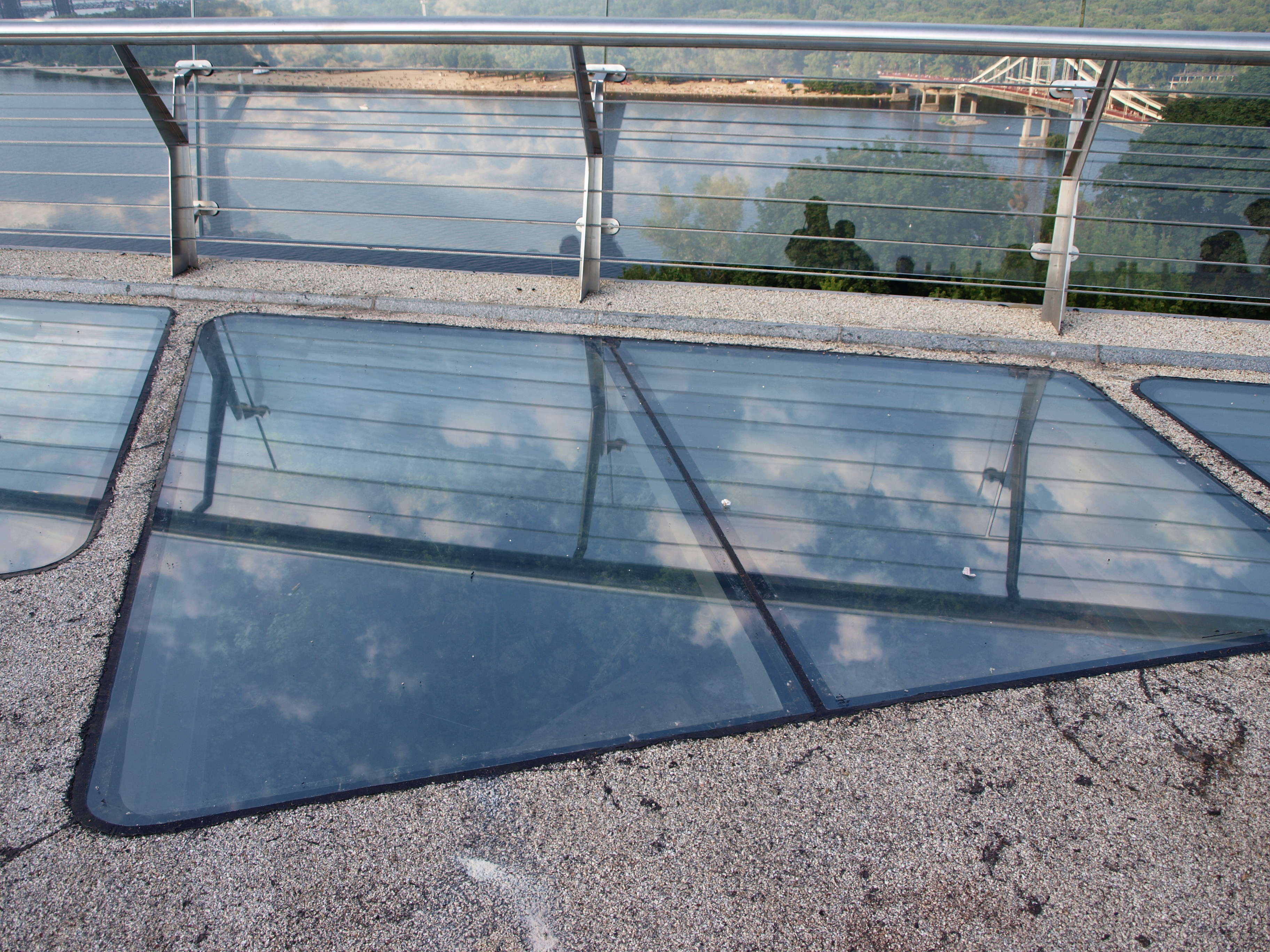
Les plaques de verre au milieu du pont.
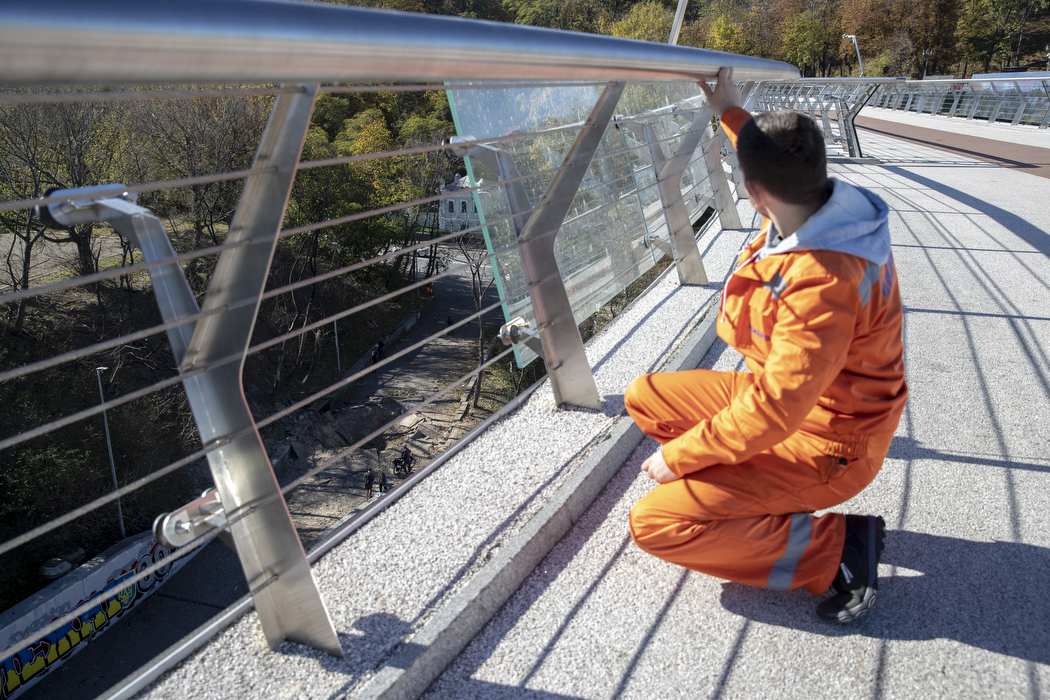
Cratère d'impact et dégâts sur le pont dus à la frappe du 10 octobre 2022.

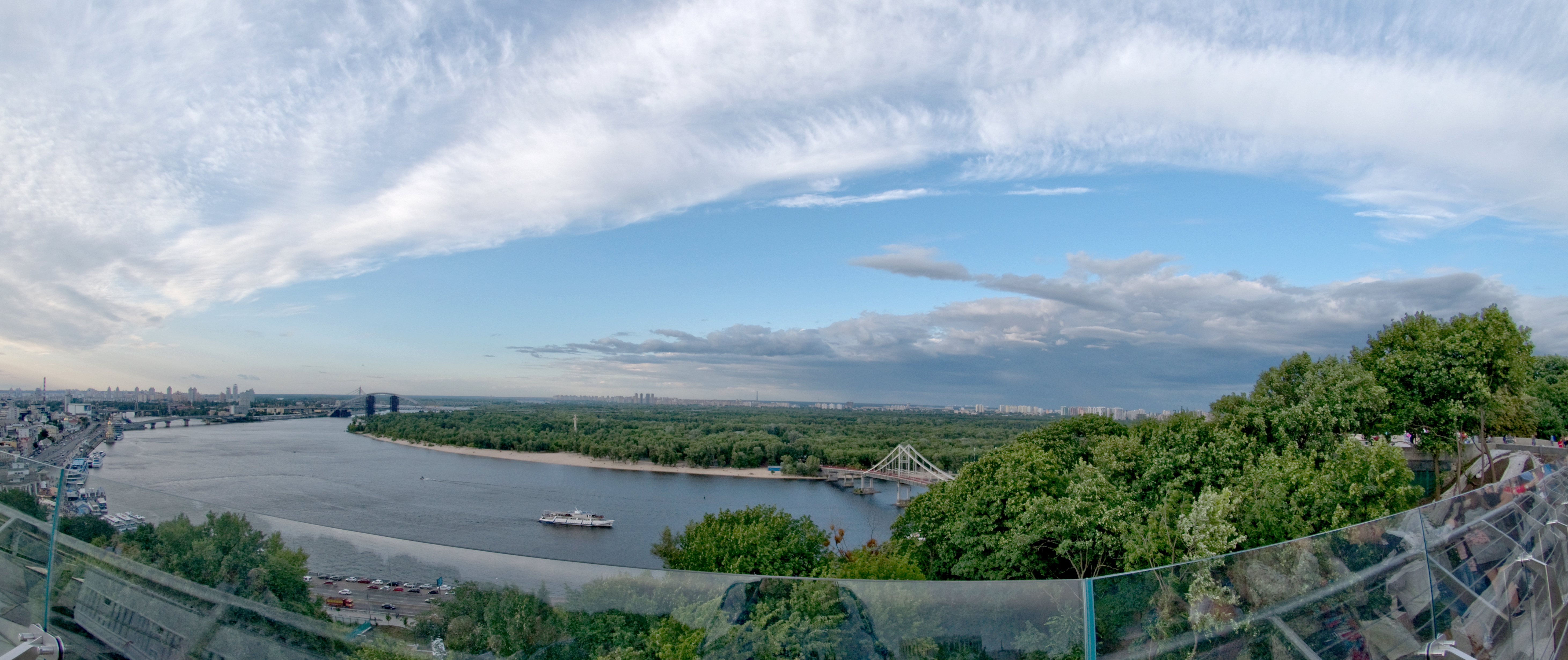
Vue panoramique sur le Dniepr depuis la passerelle.